# The Trouble with Bubbles
"The Trouble With Bubbles" este o scurtă povestire science fiction din 1953 a scriitorului american Philip K. Dick. Povestirea a apărut pentru prima oară în revista If, septembrie 1953, și a fost tipărită pentru prima dată în formă de carte în Second Variety, volumul 2 dintr-un total de cinci volume al The Collected Stories of Philip K. Dick în 1987.  Într-o epocă în care explorarea științifică a dovedit că sistemul solar este lipsit de viață extraterestră și că roboții se ocupă de cea mai mare parte a muncii, oamenii își petrec timpul construind universuri simulate minuțioase denumite Worldcraft Bubbles (Bule de Buzunar).

## Rezumat
Povestea are loc într-un viitor în care omenirea a încercat să ajungă la alte forme de viață inteligente prin explorarea spațială dar nu a găsit nimic. În lumina acestei dorințe de a se conecta cu alte forme de viață, oamenii pot cumpăra bule de plastic cunoscute sub numele de Worldcraft, al căror slogan este "Să ai propria ta lume!". Proprietarul unei bule Worldcraft este capabil să creeze un univers întreg, controlând toate variabilele inerente dezvoltării sale. În univers există forme de viață la fel ca oamenii. 
În povestire, Nathan Hull, protagonistul, participă la un concurs pentru a judeca cine a creat cel mai bun univers Worldcraft. Un concurent sparge apoi  și distruge bula după ce a fost anunțat câștigătorul. Hull, simțind imoralitatea proprietarilor care controlează vieții din interiorul bulelor, lucrează pentru a impune legi împotriva creării altor universuri Worldcraft. La sfârșitul povestirii, Hull este pe punctul de a conduce un tunel subteran nou construit în Asia, când un cutremur neașteptat îl va distruge, ucigând zeci de oameni. 